# 坂崎愛
坂崎 愛（さかざき あい、1983年6月9日 - ）は、日本の女優、タレント。劇団前方公演墳所属。大阪府出身。愛称は「アイボン」、「アイちゃん」など。

## 略歴
劇団劇団前墳バックドロップスの一員として初舞台。トミーズアーティストカンパニーに所属する。同劇団員であった佐々木直美の誘いにより、女性団員でお笑いユニット「ヤンキーフォー」を2008年6月1日に結成。エンタの神様出演など実績を積むが、2011年1月15日に脱退。
その後は劇団前方公演墳所属として役者業に専念。
2018年、tvk「また来てマチ子の、恋はもうたくさんよ」で連続ドラマ初レギュラー。

## 主な出演作品

### テレビドラマ
- 7人の女弁護士（2008年 、テレビ朝日）
- LOVE GAME 第10話出演（2009年、 日本テレビ）
- 土曜時代劇 隠密八百八町 第5、6話出演（2011年2月5、12日、NHK） - 奥女中
- また来てマチ子の、恋はもうたくさんよ(2018年1月11日 - 、tvk) - 芳村カオリ 役[3]

### 配信ドラマ
- 雨が降ると君は優しい 第6話（2017年9月16日、Hulu）

### バラエティ番組
- エンタの天使（日本テレビ）[1]
- Goroプレゼンツ マイ・フェア・レディ（TBS）[1]
- イツザイ（テレビ東京）
- 中居正広の金曜日のスマたちへ（TBS）
- 独占!金曜日の告白（フジテレビ）- 西口久美子役
- 世界のコワ～イ女たち（2011年、TBS）準レギュラー

### 映画
- スプリットの恋（2014年、原生林）[4]
- セブンガールズ（2018年9月、SDP） - 真知 役

### CM
- niscom 「仕事派遣」（2005年）[1]
- 桃太郎電鉄ワールド（2010年、ハドソン）[1]

### 舞台
- 「ネメシスの降りた町」 (2004年、青山円形劇場) - 丹虎の女中　美鈴 役
- 「セブンガールズ」　(2004年、東京芸術劇場小ホール2)- 真奈 役
- 「壬生で見た月～新選組誠剣伝～」　(2005年、新宿スペース107)
- 「星は見ていた～新選組誠剣伝～」　(2005年、東京芸術劇場小ホール2)
- 劇団前墳バックドロップス「IZO（2007年、東京芸術劇場）
- 劇団前墳バックドロップス「龍馬よ雲になりすませ」 　（2008年、萬スタジオ）- 龍馬の姉　乙女 役
- 劇団前墳バックドロップス「題名未定。」 　（2008年、東京芸術劇場）- 主演　西湖凛子 役
- 劇団前墳バックドロップス「セブンガールズ」 （2009年、東京芸術劇場）- 道絵 ・ 成瀬瞳 役
- 劇団前墳バックドロップス「セブンガールズ」追加公演　（2009年、シアターモリエール） - 道絵 ・ 成瀬瞳 役

- 「神の味噌汁」 （2010年、キンケロ・シアター） - おとせ役
- 「DANCE×THEATER エンジェルハート〜羽ばたける者たちへ〜」 （2010年、吉祥寺シアター） - カナ役
- 「壬生で見た月」　（2011年、長野県文化会館）
- 「セリフサービス」（2011年）
- 「スピチアルリ」　（2012年、笹塚ファクトリー）
- 「平松サネユキが憂鬱」　（2012年、中野ザ・ポケット）
- 「Replica Velonica 少女たちの逆襲～愛する者たちへ」　（2013年、下北沢 小劇場 楽園）
- 「宇宙人、来たる」　（2014年、下北沢 駅前劇場）
- 「うた歌うなら私は出る！」　（2014年、下北沢 小劇場 楽園）
- 「誰だ？俺を世界最強なんて言う奴は？」　（2014年、下北沢「劇」小劇場）
- 劇団前方公演墳「声は聞こえているか」（2016年2月10日 - 14日、下北沢小劇場B1）
- 劇団前方公演墳「たった二日ですけど、お邪魔します。」（2017年1月30日 - 31日、下北沢小劇場B1）
- 劇団前方公演墳「レプリカベロニカマークⅡ」（2017年6月14日 - 18日、下北沢小劇場B1）
- 劇団前方公演墳「カクシゴト」（2018年5月16日 - 20日、下北沢OFF OFFシアター）

### ゲーム
- 桃太郎電鉄2010　戦国・維新のヒーロー大集合！の巻（2009年、ハドソン） - オープニング映像